# Roter Haubarg

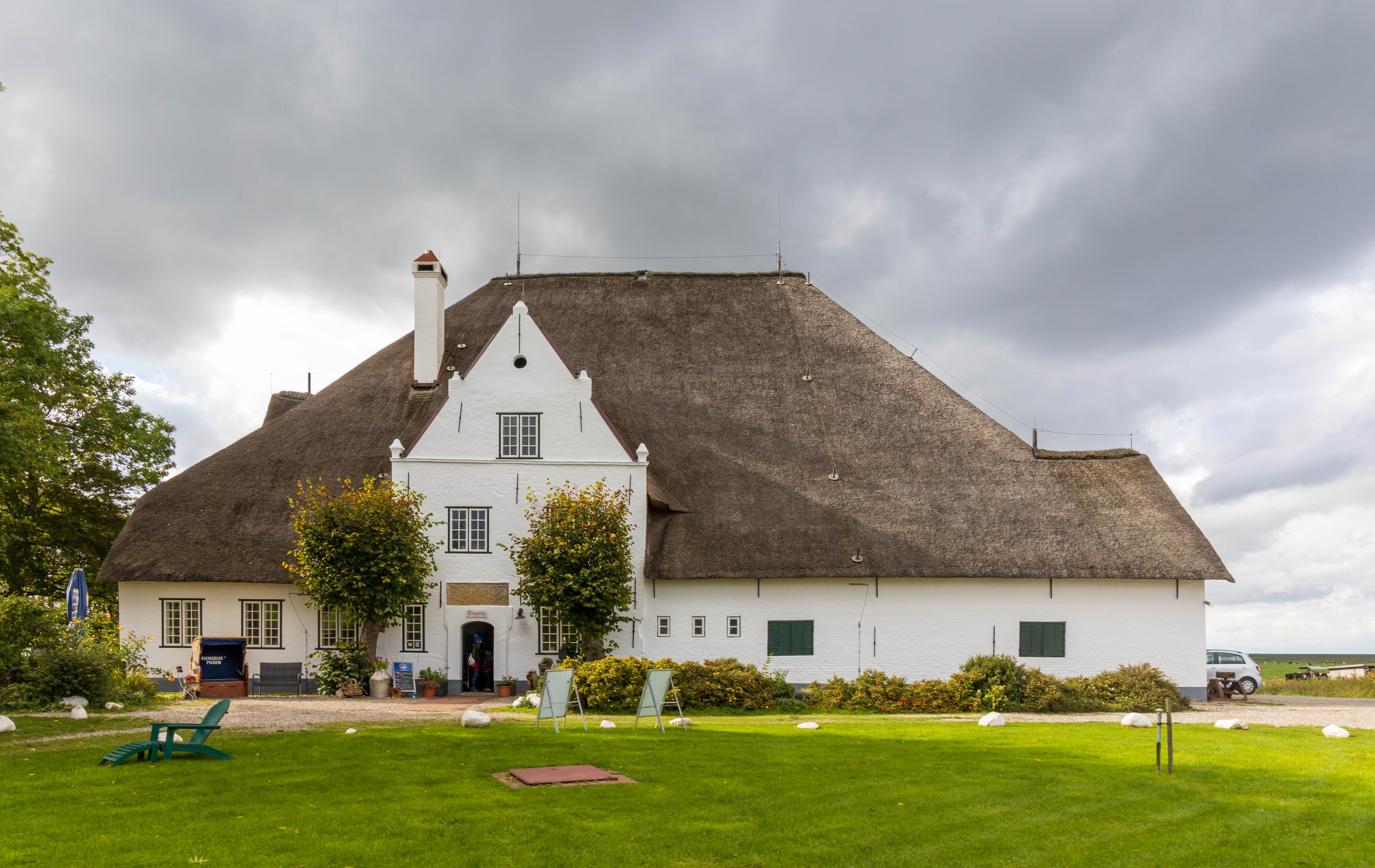
Der Rote Haubarg

Der Rote Haubarg ist ein denkmalgeschütztes Haus in der Gemeinde Witzwort im Kreis Nordfriesland. Er gilt als der bekannteste Haubarg.

## Lage
Der Rote Haubarg liegt südlich der Gemeinde Simonsberg im Adolfskoog. Von der Nordsee ist er ungefähr 1,5 Kilometer entfernt. Witzwort liegt rund drei Kilometer südlich.

## Geschichte
Auf der Warft des von 1575 bis 1579 unter Herzog Adolf von Schleswig-Holstein-Gottorf eingedeichten Adolfskoog befand sich 1605 ein der Herzogin Augusta gehörendes Gebäude. Dieses Gebäude war wie andere Häuser im fürstlichen Besitz nicht mit Reet gedeckt, sondern mit roten Ziegeln. Dabei handelte es sich aber vermutlich noch nicht um den heutigen Haubarg, dessen Geschichte weitgehend im Dunklen liegt. Für das in einzelnen Quellen genannte Baudatum des Haubargs 1647/48 gibt es keinen Beleg. Auf einer Karte von 1679 ist er allerdings in seiner heutigen Form eingezeichnet. Bei der Renovierung 1983–1986 wurden unter dem Haubarg zwei zugeschüttete Keller entdeckt und freigelegt, bei denen es sich wahrscheinlich um die Reste eines älteren Gebäudes handelt. Möglicherweise wurde das für 1605 erwähnte herzogliche Herrenhaus durch die Burchardiflut 1634 in Mitleidenschaft gezogen und anschließend nach Aufschüttung der Warft durch das heutige Gebäude ersetzt.
Als „Roter Haubarg“ wird das Haus erstmals in einer Quelle von 1749 bezeichnet, in der es um die bei der Eindeichung erteilten Privilegien des Hofes geht und deren Geltung für die jeweiligen Pächter. Die Überlieferung, dass das Gebäude 1759 abbrannte und durch das heutige Gebäude ersetzt wurde, bezieht sich nicht auf den Roten Hauberg im Kirchspiel Witzwort, sondern beruht auf einer Verwechslung mit einem zweiten, damals der Landschaft Eiderstedt gehörenden Haubarg in der Südermarsch. Beide Gebäude waren damals an Arrien Wallich verpachtet. Der 1760 neuerbaute Südermarscher Haubarg war deutlich kleiner als der Witzworter und wurde um 1800 abgebrochen. Auf der freigewordene Warft wurde 1829/30 die dritte Simonsberger Kirche erbaut.
Der Rote Haubarg gelangte um 1800 in den Besitz der Husumer Familie Asmussen. 1859 erließen die damaligen Besitzer, Catharina Asmussen und ihr Cousin August Friedrich Woldsen (beide † 1869), das „Asmussen-Woldsen-Vermächtnis für die Stadt Husum“, in dem die Einkünfte des zum Roten Hauberg gehörenden Landes für soziale Zwecke zur Verfügung, vor allem für die Einrichtung und Unterhaltung einer Warteschule und eines Witwenstifts, gestellt wurden. Der Rote Haubarg gelangte 1983 in den Besitz der „Stiftung Nordfriesland“, die auf dem „Asmussen-Woldsen-Vermächtnis“ beruht.

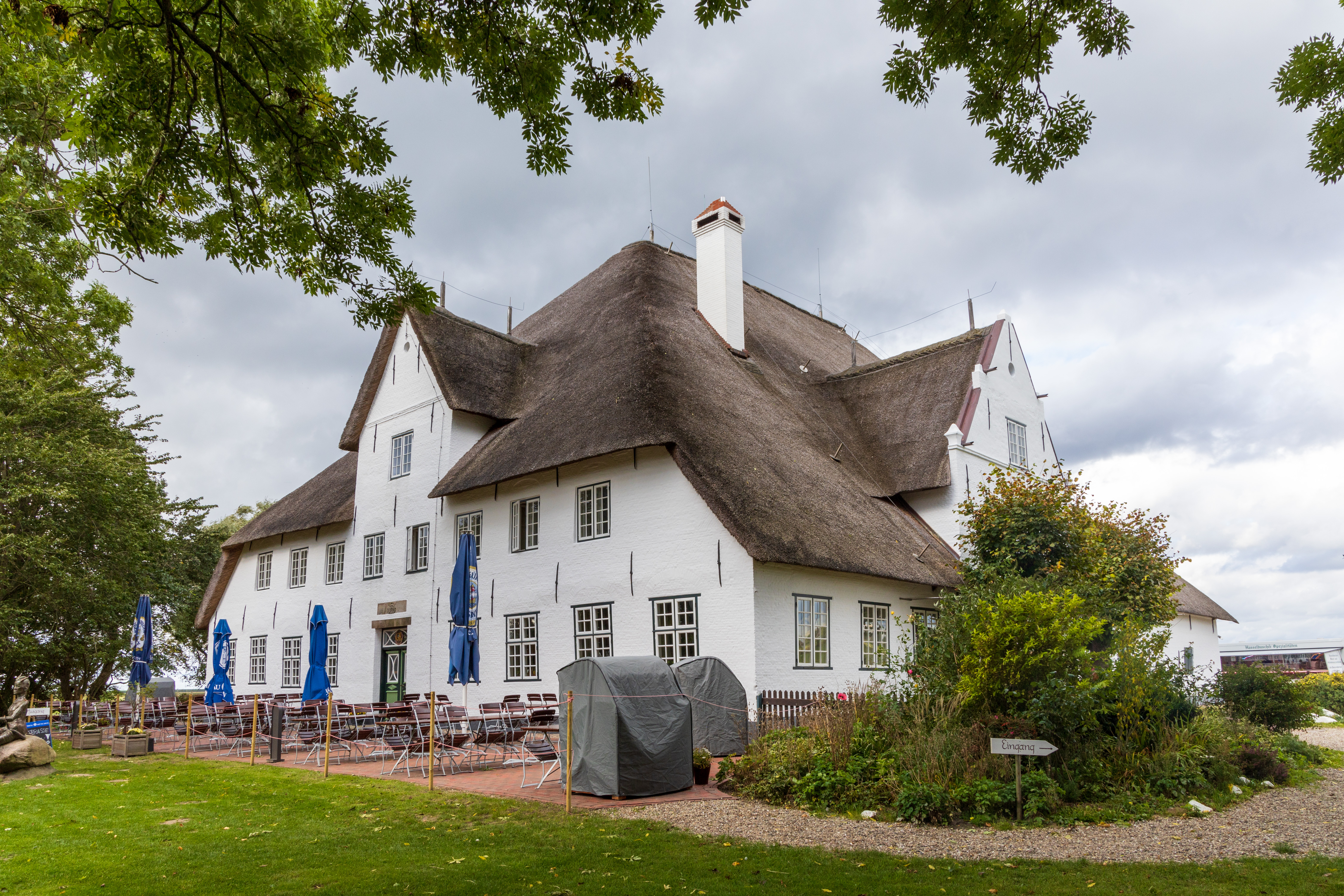
Seitenansicht

## Architektur und Nutzung
Der Haubarg ist mit einer Firsthöhe von 17 Metern ungewöhnlich hoch. Er hat wie alle Haubarge einen rechteckigen Grundriss und steht auf acht Ständern. Er hat 99 Fenster. Für das Germanische Nationalmuseum in Nürnberg fertigte Karl Allöder ein maßstabsgerechtes Modell des Roten Haubargs an.
Der Rote Haubarg ist für die Öffentlichkeit zugänglich. Er wird als Restaurant und Museum betrieben. Das Restaurant befindet sich in den ehemaligen Wohnräumen. Im Museum wird eine Ausstellung zur Geschichte der Eiderstedter Landwirtschaft gezeigt. Originalinventar ist nicht erhalten. 2024 wurde das vom Museumsverband Nordfriesland betriebene Museum Roter Haubarg nach einer aufwendigen Neugestaltung als eine Audioinstallation wiedereröffnet. Stündlich finden dabei vier verschiedene, jeweils zwanzigminütige Hörspiele mit sich unterhaltendem Haubarg, Werkzeug und Inventar der ländlichen Alltagskultur statt. Jedes dieser Hörspiele behandelt auf informative und unterhaltsame Weise eine Themengruppe ländlichen Lebens auf einem solchen Haubarg. Der Garten ist mit einem eigenen Audioguide erschlossen, indem die Stimme des Haubarg persönlich den Besucher durch verschiedenen Hörstationen führt und allerlei zu berichten hat. 

## Sage vom Roten Haubarg

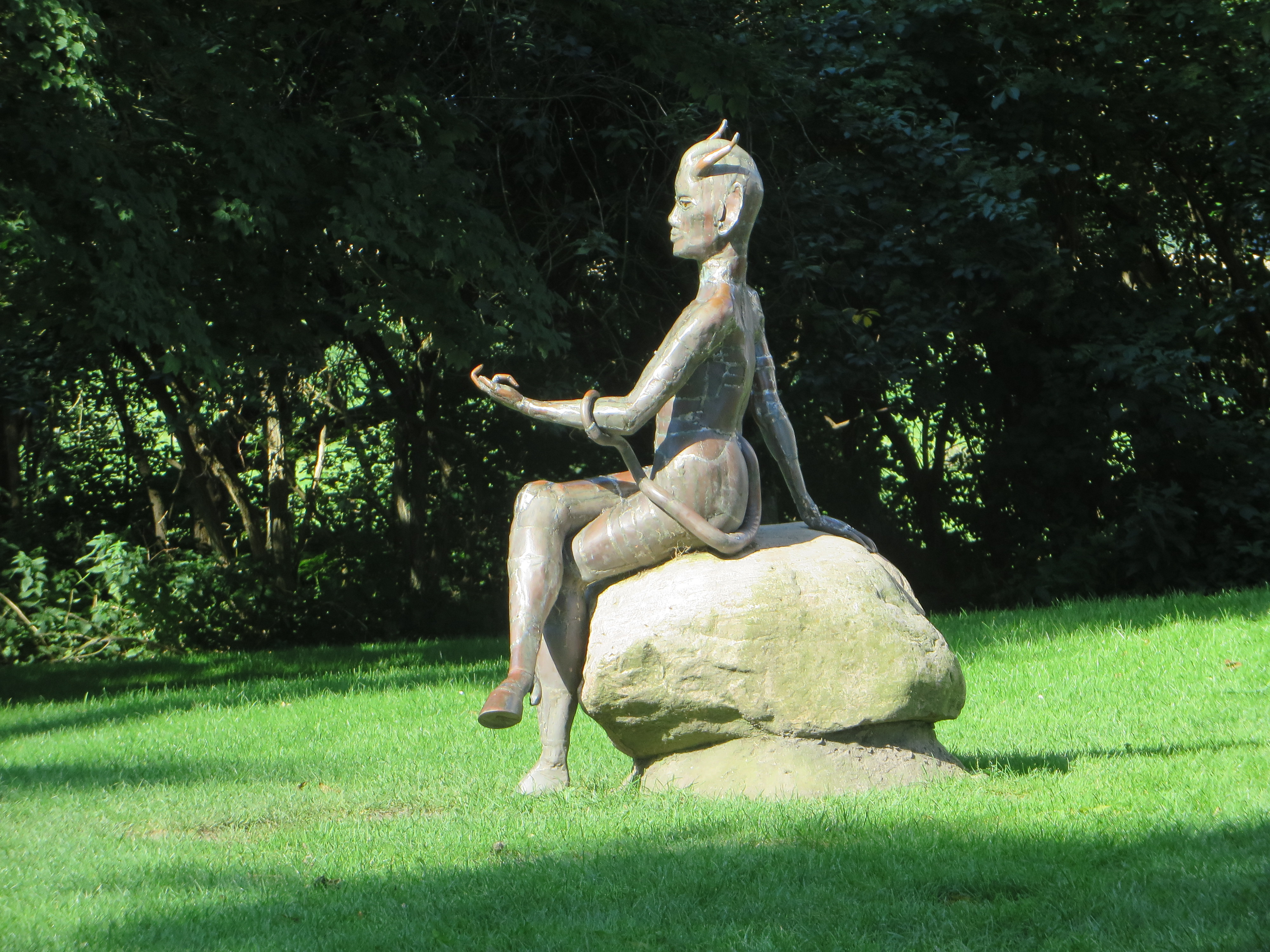
Teufelskulptur im Garten des Haubargs

Einer von Karl Müllenhoff überlieferten Sage nach schloss ein armer junger Mann aus Liebe zur reichen Nachbarstochter einen Vertrag mit dem Teufel, dass dieser ihm ein stattliches Haus errichtete. Wenn das hundertste Fenster vor dem Hahnenschrei fertig sei, so sollte seine Seele dem Teufel gehören. Als nun das neue Haus in Windeseile entstand, bekam der junge Mann Angst und weckte seine Geliebte und erzählte ihr und ihrer Mutter von dem Teufelspakt. Da lief die Mutter schnell in den Hühnerstall und schüttelte den Hahn, der gerade noch rechtzeitig krähte, ehe die hundertste Fensterscheibe eingesetzt wurde. Das junge Paar durfte heiraten.